# Iulian Chiriță
Iulian Chiriţă (Târgovişte, 2 de fevereiro de 1967) é um ex-futebolista profissional romeno, que atuava como volante, disputou a Copa do Mundo de 1994.

## Carreira
Iulian Chiriţă fez parte do elenco da Seleção Romena de Futebol das Copas do Mundo de 1994. 